# Cambridge (Ohio)
Cambridge é uma cidade localizada no estado norte-americano de Ohio, no Condado de Guernsey.

## Demografia
Segundo o censo norte-americano de 2000, a sua população era de 11.520 habitantes.
Em 2006, foi estimada uma população de 11.454, um decréscimo de 66 (-0.6%).

## Geografia
De acordo com o United States Census Bureau tem uma área de 14,5 km², dos quais 14,5 km² cobertos por terra e 0,0 km² cobertos por água. Cambridge localiza-se a aproximadamente 241 m acima do nível do mar.

## Transportes
- Aeroporto Municipal de Cambridge (Ohio)

## Localidades na vizinhança
O diagrama seguinte representa as localidades num raio de 16 km ao redor de Cambridge.